# 小董镇
小董镇，是中华人民共和国广西壮族自治区钦州市钦北区下辖的一个乡镇级行政单位。
小董镇位于广西钦州市钦北区中部，地处东经108°37′－108°40′，北纬22°11′－22°15′之间，距钦州市城区28公里，钦州港55公里，首府南宁82公里，东邻灵山县，南与大垌镇相接，西北与南宁良庆区接壤。总面积150.31平方公里，总人口8.8万人。有邕、钦、灵等五条公路交汇，南防铁路穿境而过，建有一个县级火车站。
1992、1993年分别被评为“广西十强乡镇”、“百强乡镇”，名列第8位和第5位。1995年被评为“中国投资环境300佳乡镇”，1997年被评为广西“乡镇之星”。1999年5月被列为自治区第二批小城镇综合改革试点镇，2004年2月被建设部等六部委列为全国重点镇。2006年被列为钦州市中心城镇，2008年被北部湾经济区发展规划列为四级城镇建设区。

## 行政区划
小董镇下辖以下地区：
小董社区、那兰村、多隆村、中花村、那料村、那道村、那学村、榃头村、东联村、吉水村、逍遥村、板董村、奇陵村、榃楼村、龙眼村、西陵村和那陵村。

## 文化

### 语言
小董镇位于粤语区，镇辖区与周边郊区一带通行钦廉片粤语（又谓钦州白话）,周边郊区及乡村通行钦州粤语方言新立话、壮话、客家话。

### 名人
明朝万历年间，钦州知州董延；清光绪年间有识之士，小董吉水村乡绅方凤元。

### 著名小学
- 小董镇中心小学
- 东联逸夫小学

### 著名中学
- 小董中学
- 小董镇中

### 特色小吃
- 小董麻通
- 小董狗肉
- 沙坪芝麻饼
- 武利牛巴
- 钦州猪脚粉
- 桂林米粉
- 杨梅
- 槐花
- 油糍粑

## 交通
小董站，位于广西壮族自治区钦州市钦北区的小董镇郊区，距镇上约五公里处，隶属于广西沿海铁路股份有限公司、防城港运输段管辖，车站等级是四等站。现已停办客运服务。
- 鐵路：钦北铁路。
- 公路： 021县道、 234县道、 298县道。